# Kurtakoti, Gadag
Kurtakoti là một làng thuộc tehsil Gadag, huyện Gadag, bang Karnataka, Ấn Độ.